# Chiesa di Sant'Elena (Rio di Pusteria)
La chiesa di Sant'Elena (in tedesco Pfarrkirche zur Hl. Helena) è la parrocchiale di Rio di Pusteria, in provincia di Bolzano e diocesi di Bolzano-Bressanone; fa parte del decanato di Bressanone-Rodengo.

## Storia

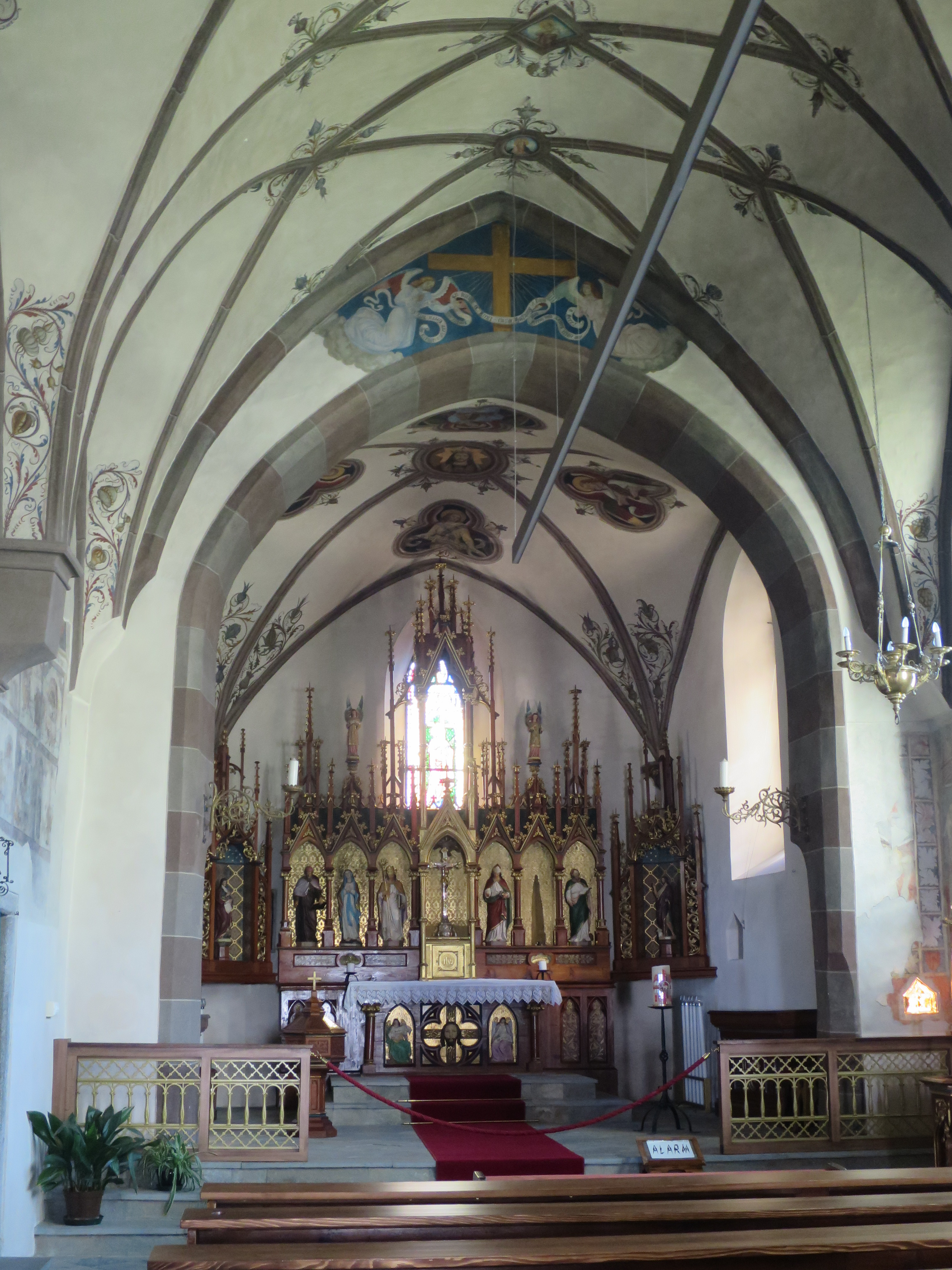
L'interno della chiesa

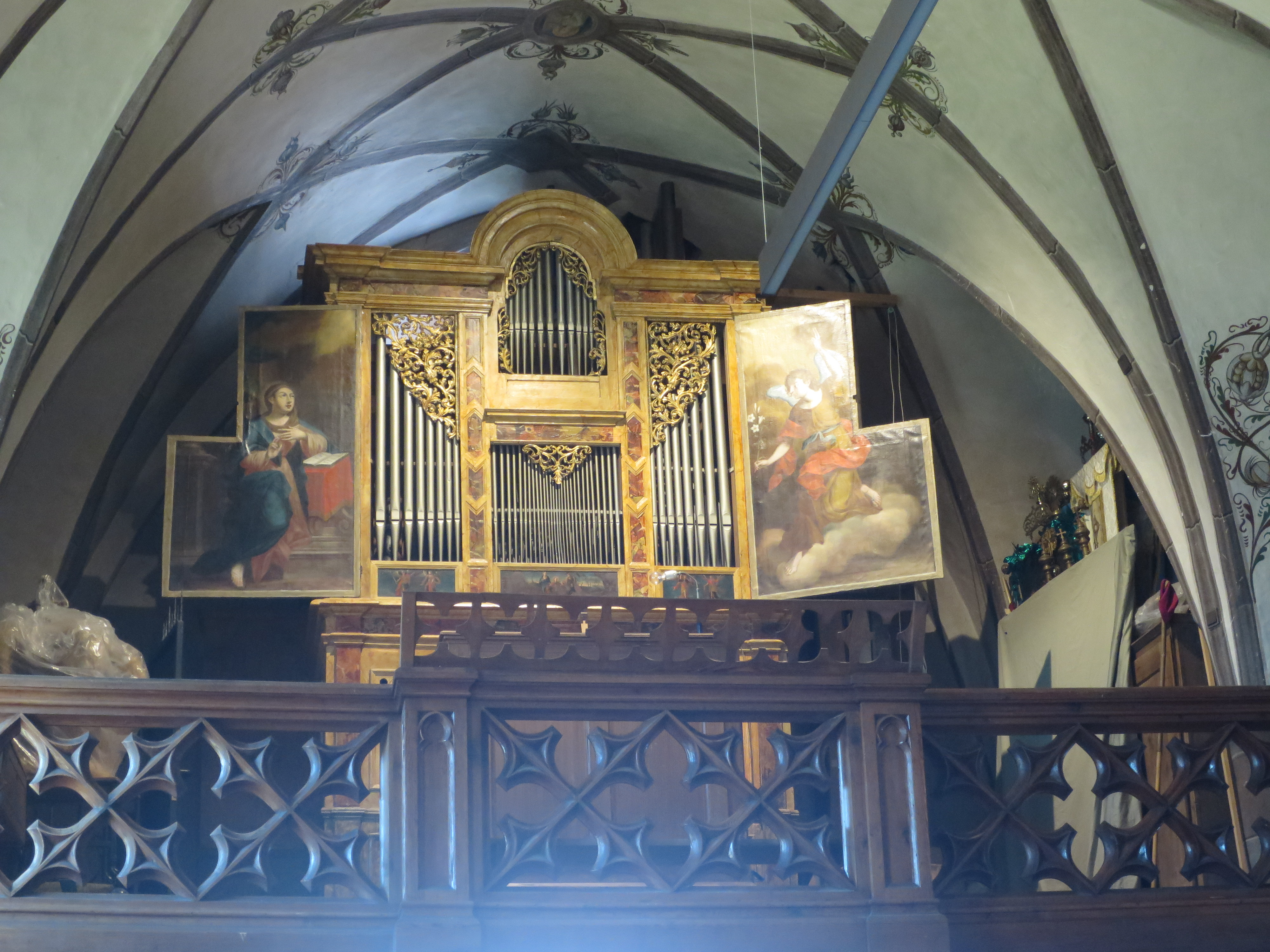
L'organo

La chiesa venne costruita nel XIII secolo ed affrescata nel XV secolo.
Nel XVII secolo fu edificata una navatella laterale.
Nel 1975 fu aggiunta alla chiesa un'aula laterale di forma circolare, consacrata nel 1977.

## Descrizione
La chiesa presenta nella navata una volta a reticolo, mentre nell'abside una volta a crociera; presenta alcuni affreschi quattrocenteschi eseguiti da Friedrich Pacher, da Anton Gander e da Christoph, Hans ed Erasmus di Brunico.
Anche all'esterno la chiesa è caratterizzata da alcuni affreschi, e pure da delle lapidi.